# Ivan Argunov
Ivan Petrovič Argunov (1729 – Mosca, 1802) è stato un pittore russo.
Eccellente ritrattista, divenne particolarmente noto per il suo ritratto di Caterina II di Russia.